# Tales of Creation
Tales of Creation è il quarto album in studio dei Candlemass, pubblicato nel 1989.

## Tracce

### CD 1[3]
1. "The Prophecy"  – 1:28
2. "Dark Reflections"  – 5:06
3. "Voices in the Wind"  – 0:15
4. "Under the Oak"  – 6:00
5. "Tears"  – 4:13
6. "Into the Unfathomed Tower"  – 3:05
7. "The Edge of Heaven"  – 6:25
8. "Somewhere in Nowhere"  – 3:48
9. "Through the Infinitive Halls of Death"  – 5:07
10. "Dawn"  – 0:26
11. "A Tale of Creation"  – 6:54

### CD 2[1]
1. Dark Reflections (Demo) - 3:21
2. Under the Oak (Demo) - 7:44
3. Into the Unfathomed Tower (Demo) - 3:10
4. Somewhere in Nowhere (Demo) - 4:37
5. A Tale of Creation (Demo) - 5:55
6. Interview - 9:29 *

*Intervista realizzata da M.Carlsson (Megalomaniac Magazine)
- contiene il video di "Dark Reflections"

## Formazione

### Gruppo
- Messiah Marcolin - voce
- Lars Johansson - chitarra
- Mats Björkman - chitarra
- Leif Edling - basso
- Jan Lindh - batteria

### Altri partecipanti
- Jim Bachman - narrazione
- Jay Larssen - narrazione